# 下間頼俊
下間 頼俊（しもつま らいしゅん）は、日本の戦国時代の武将。

## 事跡
父・下間頼照が越前の支配者となると、頼俊は足羽郡司となった。

## 足羽郡統治と一揆内一揆の鎮圧
しかし、一揆勢は、一揆が切り取った国を本願寺派遣の「上方ノ衆」がもっぱら支配することに不満をもち、十七講（および鑓講）の人々のあいだには大坊主討つべしの声が高まっていた。
下間頼俊が統治する足羽郡でも、足羽郡東郷安原村の鑓講の人々が蜂起し、深雪の中を足羽郡司下間和泉守（頼俊）を討つべく進撃したが、下間頼俊みずからこれを討伐している。

## 頼俊の最期
天正3年（1575年）夏、織田の勢力が越前に進攻すると、下間頼俊は、父・下間頼照とともに討ち取られた。